# Browns Lake (Wisconsin)
Browns Lake es un lugar designado por el censo ubicado en el condado de Racine en el estado estadounidense de Wisconsin. En el Censo de 2010 tenía una población de 2.039 habitantes y una densidad poblacional de 247,1 personas por km².

## Geografía
Browns Lake se encuentra ubicado en las coordenadas 42°41′28″N 88°13′46″O / 42.69111, -88.22944. Según la Oficina del Censo de los Estados Unidos, Browns Lake tiene una superficie total de 8.25 km², de la cual 6.6 km² corresponden a tierra firme y (19.99%) 1.65 km² es agua.

## Demografía
Según el censo de 2010, había 2.039 personas residiendo en Browns Lake. La densidad de población era de 247,1 hab./km². De los 2.039 habitantes, Browns Lake estaba compuesto por el 97.16% blancos, el 0.29% eran afroamericanos, el 0.49% eran amerindios, el 0.49% eran asiáticos, el 0% eran isleños del Pacífico, el 0.54% eran de otras razas y el 1.03% pertenecían a dos o más razas. Del total de la población el 3.68% eran hispanos o latinos de cualquier raza.